# هنرمند فاجعه
هنرمند فاجعه (انگلیسی: The Disaster Artist) یک فیلم آمریکایی در سبک زندگینامه‌ای کمدی-درام به کارگردانی جیمز فرانکو است که در سال ۲۰۱۷ منتشر شد. داستان فیلم بر پایه کتاب غیرداستانی به همین نام اثر گرگ سسترو و تام بیسل، و همچنین فیلم اتاق به کارگردانی تامی وایزو در سال ۲۰۰۳ ساخته شده است که به اعتقاد بسیاری، بدترین فیلم ساخته شده در تاریخ سینما است. از بازیگران آن می‌توان به جیمز فرانکو، دیو فرانکو، ست روگن، الیسون بری، آری گرینر، جکی ویور، اندرو سانتینو و جاش هاچرسون اشاره کرد.
جیمز فرانکو برای بازی در این فیلم برنده جایزه گلدن گلوب بهترین بازیگر مرد فیلم موزیکال یا کمدی شد. همچنین فیلم او در جشنواره بین‌المللی فیلم سن‌سباستین ۲۰۱۷ برنده صدف طلایی این جشنواره شد.